# Новоселицкий район (Ставропольский край)
Новосе́лицкий райо́н — территориальная единица в Ставропольском крае России. В границах района образован Новоселицкий муниципальный округ.
Административный центр — село Новоселицкое.

## География
Район расположен в восточной части Ставропольского края, граничит с Александровским, Благодарненским, Будённовским, Георгиевским и Советским районами. Природные условия района характеризуются в целом спокойным рельефом, это степная равнина, изрезанная балками и оврагами. Район относится к зоне рискованного земледелия.

## История
Новоселицкий район был образован 23 января 1935 года.
13 января 1943 года Новоселицкий район освобождён от немецко-фашистских захватчиков.
В 1958 году упразднён, а его территория передана в состав Александровского и Прикумского районов.
Указом Верховного Совета РСФСР от 3 апреля 1972 года и первой сессии районного Совета народных депутатов трудящихся Новоселицкий район был возрождён.
Законом Ставропольского края от 31 января 2020 года, все муниципальные образования Новоселицкого муниципального района с 16 марта 2020 года были преобразованы путём их объединения в единое муниципальное образование Новоселицкий муниципальный округ.
Новоселицкий район выделяется как территориальная единица края.

### Муниципально-территориальное устройство
С 2004 до марта 2020 года в Новоселицкий муниципальный район входило 8 муниципальных образований со статусом сельских поселений:
| № | Сельское поселение     | Административный центр | Количество населённых пунктов | Население (чел.) | Площадь (км²) |
| - | ---------------------- | ---------------------- | ----------------------------- | ---------------- | ------------- |
| 1 | Журавский сельсовет    | село Журавское         | 2                             | ↘3481            | 254,31        |
| 2 | Новомаякский сельсовет | посёлок Новый Маяк     | 3                             | ↘1461            | 57,93         |
| 3 | Посёлок Щелкан         | посёлок Щелкан         | 1                             | ↘993             | 82,21         |
| 4 | Село Долиновка         | село Долиновка         | 1                             | ↗1685            | 132,58        |
| 5 | Село Китаевское        | село Китаевское        | 1                             | ↗2840            | 157,90        |
| 6 | Село Новоселицкое      | село Новоселицкое      | 1                             | ↘8537            | 387,85        |
| 7 | Село Падинское         | село Падинское         | 1                             | ↘1622            | 77,64         |
| 8 | Село Чернолесское      | село Чернолесское      | 1                             | →5747            | 549,95        |

## Население
| 1939    | 1979    | 1989    | 1990    | 1991    | 1992    | 1993    | 1994    | 1995    |
| ------- | ------- | ------- | ------- | ------- | ------- | ------- | ------- | ------- |
| 26 141  | ↘20 036 | ↗22 870 | ↗23 374 | ↗23 739 | ↗24 504 | ↗25 269 | ↗25 734 | ↗26 099 |
| 1996    | 1997    | 1998    | 1999    | 2000    | 2001    | 2002    | 2003    | 2004    |
| ↗26 110 | ↗26 175 | ↗26 387 | ↗26 684 | ↗26 782 | ↘26 736 | ↘26 613 | ↘26 546 | ↘26 298 |
| 2005    | 2006    | 2007    | 2008    | 2009    | 2010    | 2011    | 2012    | 2013    |
| ↘26 079 | ↘25 790 | ↘25 713 | ↘25 531 | ↘25 386 | ↗26 697 | ↘26 619 | ↘26 360 | ↘26 322 |
| 2014    | 2015    | 2016    | 2017    | 2018    | 2019    | 2020    | 2021    | 2023    |
| ↘26 151 | ↗26 169 | ↗26 280 | ↗26 488 | ↗26 643 | ↘26 429 | ↘26 366 | ↘24 764 | ↘24 624 |

Гендерный состав
По итогам переписи населения 2010 года проживали 12 559 мужчин (47,04 %) и 14 138 женщин (52,96 %).

### Национальный состав
По итогам переписи населения 2010 года проживали следующие национальности (национальности менее 1 %, см. в сноске к строке "Другие"):
| Национальность | Численность | Процент |
| -------------- | ----------- | ------- |
| Русские        | 19 985      | 74,86   |
| Даргинцы       | 1705        | 6,39    |
| Армяне         | 731         | 2,74    |
| Осетины        | 599         | 2,24    |
| Рутульцы       | 575         | 2,15    |
| Азербайджанцы  | 497         | 1,86    |
| Цыгане         | 432         | 1,62    |
| Аварцы         | 370         | 1,39    |
| Другие         | 1803        | 6,75    |
| Итого          | 26 697      | 100,00  |

По итогам переписи населения 2020 года проживали следующие национальности (национальности менее 1 % и другое, см. в сноске к строке «Другие»):
| Национальность | Численность, чел. | Доля     |
| -------------- | ----------------- | -------- |
| Русские        | 17 332            | 69,99 %  |
| Даргинцы       | 2195              | 8,86 %   |
| Рутульцы       | 798               | 3,22 %   |
| Азербайджанцы  | 560               | 2,26 %   |
| Цыгане         | 549               | 2,22 %   |
| Армяне         | 538               | 2,17 %   |
| Аварцы         | 515               | 2,08 %   |
| Осетины        | 468               | 1,89 %   |
| Другие         | 1809              | 7,30 %   |
| Итого          | 24 764            | 100,00 % |

## Населённые пункты
Распределение населения района
 Новоселицкое (30,12 %) Чернолесское (22,74 %) Журавское (10,82 %) Китаевское (12,29 %) Долиновка (6,62 %) остальные (17,41 %)
В состав территории района и соответствующего муниципального округа входят 11 населённых пунктов.
| №  | Населённый пункт | Тип                          | Население | Муниципальное образование |
| -- | ---------------- | ---------------------------- | --------- | ------------------------- |
| 1  | Артезианский     | посёлок                      | ↗800      | Журавский сельсовет       |
| 2  | Горный           | хутор                        | ↗50       | Новомаякский сельсовет    |
| 3  | Долиновка        | село                         | ↘1629     | Село Долиновка            |
| 4  | Жуковский        | хутор                        | ↘400      | Новомаякский сельсовет    |
| 5  | Журавское        | село                         | ↘2665     | Журавский сельсовет       |
| 6  | Китаевское       | село                         | ↗3026     | Село Китаевское           |
| 7  | Новоселицкое     | село, административный центр | ↘7416     | Село Новоселицкое         |
| 8  | Новый Маяк       | посёлок                      | ↗1100     | Новомаякский сельсовет    |
| 9  | Падинское        | село                         | ↗1680     | Село Падинское            |
| 10 | Чернолесское     | село                         | ↘5600     | Село Чернолесское         |
| 11 | Щелкан           | посёлок                      | ↘993      | Посёлок Щелкан            |

### Упразднённые населённые пункты
- Весёлая Роща — хутор, снят с учёта Решением Ставропольского крайсовета от 12.03.1986 г. № 138[37]
- Грозный — хутор, снят с учёта Решением Ставропольского краевого совета от 14.06.1972 г.[37]
- Демина — населённый пункт, снят с учёта 31.12.1966 г.[37]
- Долиновка — хутор, снят с учёта Решением Ставропольского крайсовета от 06.06.1969 г. № 491[37].
- Заря — хутор, снят с учёта Решением Ставропольского крайсовета от 12.03.1986 г. № 138[37].
- Нариман — хутор, снят с учёта 26.10.1977 г.[37].
- Новая Надежда (бывш. Вперёд) — хутор, снят с учёта Решением Ставропольского крайсовета от 12.03.1986 г. № 138[37].
- Скакун — населённый пункт, снят с учёта 31.12.1966 г.[37]
- Чистые Родники (до 1972 года — посёлок подсобного хозяйства совхоза «Ленинский»[38]) — посёлок, снят с учёта Решением Ставропольского крайсовета от 12.03.1986 г. № 138[37].
- Южная Осетия — населённый пункт, снят с учёта 31.12.1966 г.[37]

## Местное самоуправление
Главы муниципального округа
- Князев Александр Георгиевич. Дата назначения: 23 ноября 2007 года. Срок полномочий: 5 лет[39]
- Антоненко Владимир Петрович. Дата назначения: 25 ноября 2016 года. Срок полномочий: 5 лет[40]
- Коврыга Роман Анатольевич[41]
- с 2022 года - Безменов Олег Сергеевич[42]

Председатели Совета муниципального округа
- Гогина Анна Евсеевна[43]

Главы Администрации муниципального района
- Нагаев Александр Александрович[44] — 2007—2012
- Проскурин Олег Иванович с 2012 года
- Антоненко Владимир Петрович с 2016 года

## Экономика
Основная отрасль района — сельское хозяйство. В районе удалось не только сохранить, но и увеличить уборочную площадь зерновых и кормовых культур за счет их аренды в соседних районах края более чем на 30 тыс. га. В районе стабильно развивается животноводство. Главную роль в этом направлении занимает ЗАО «Артезианское», оно является одним из самых крупных предприятий отрасли на Северном Кавказе.

## Средства массовой информации
- Газета Новоселицкого района «Авангард»

## Люди, связанные с районом
- Мосинцев, Александр Фёдорович, поэт, член Союза писателей России
- Петров, Василий Иванович (маршал)
- Мамонтов Михаил Семёнович (22.02.1926) — участник Великой Отечественной войны, Почетный гражданин Новоселицкого района[11]

## Археология
- В 1977 году Х. А. Амирхановым около хутора Жуковский выявлено местонахождение Жуковское. Памятник расположен на Ставропольской возвышенности на правом берегу реки Томузловка на высоте ок. 80 м над уровнем реки (ок. 300 м над уровнем моря). По отсутствию в составе ископаемой фауны некорнезубых полёвок, учёные установили для неё верхний возрастной предел на уровне палеомагнитного эпизода Олдувай, соответственно возраст немногочисленных археологических находок оценили в 2 млн лет[46][47].
- На территории Новоселицкого района в Большом Ипатовском кургане катакомбной культуры раскопано несколько погребений с повозками[48]. В манычском погребении 32 Большого Ипатовского кургана обнаружена двухколёсная арба с дышлом. Могильники бассейна реки Томузловки Жуковский I и Весёлая Роща I—III считаются в наиболее южными типичными памятниками восточноманычской катакомбной культуры[49]. Среди разных пород дерева в колёсах был определён дуб обыкновенный, в трёх колёсах был определён дуб скальный[50].